# Yungas de Perú
Los términos yunga y yungas delimitan en el Perú regiones geográficas o biogeográficas. La etimología y concepto tienen diferencias importantes como la  ambigüedad entre ambos términos. Mientras que «yunga» se le relaciona usualmente con las regiones de baja montaña y cálidas a ambos lados de los Andes peruanos, en cambio, «yungas» se refiere comúnmente a las selvas de montaña del oriente andino. En todo caso no son excluyentes. Ambos términos son de origen quechua pues derivan de yunka y yunkas respectivamente, así pues mientras en español la «s» final denota plural, en la quechua no lo es así, probable causa de la ambigüedad.

## Yunga

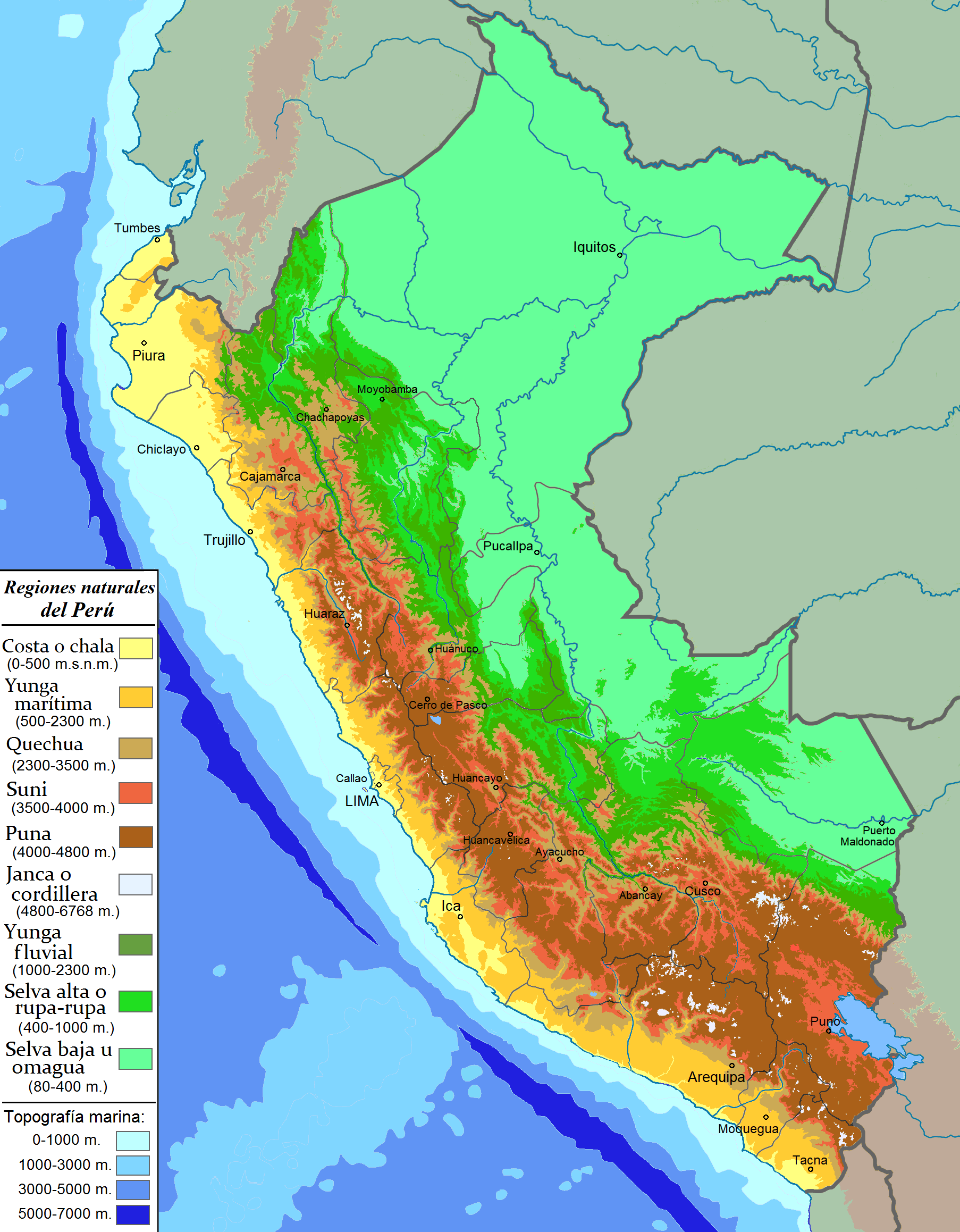
Regiones naturales del Perú de acuerdo con los parámetros de Javier Pulgar Vidal. En color anaranjado la Yunga marítima y en verde oscuro la Yunga fluvial.

El término «yunga» se usa para las regiones de clima semicálido (clima subtropical) de baja montaña ubicadas a ambos lados de los Andes peruanos. Hay poca población en estas regiones que son eminentemente frutícolas.

### Origen etimológico
- Yunga (del quechua: yunka ‘valle cálido’) era, durante la época incaica, referencia a los valles del norte y centro de la costa peruana, valles cálidos, fértiles como oasis del desierto peruano, cuyo habitante se llamaba yunkachu y era fruticultor por excelencia en frutas nativas como chirimoya, lúcuma, guayaba y palta.[1] Los quechuas llamaban colectivamente idioma yunka a la lengua que hablaban estos pobladores para referirse en realidad a los idiomas mochica, sechura o al chimú.

### Yunga, región natural del Perú
Yunga como región natural fue delimitada por el geógrafo peruano Javier Pulgar Vidal como una región natural con dos subregiones, una árida en el flanco occidental (llamada yunga marítima) y otra lluviosa en el oriental (yunga fluvial) de los Andes peruanos, la diferencia de climas provoca sendos ecosistemas divergentes.

## Yunga marítima

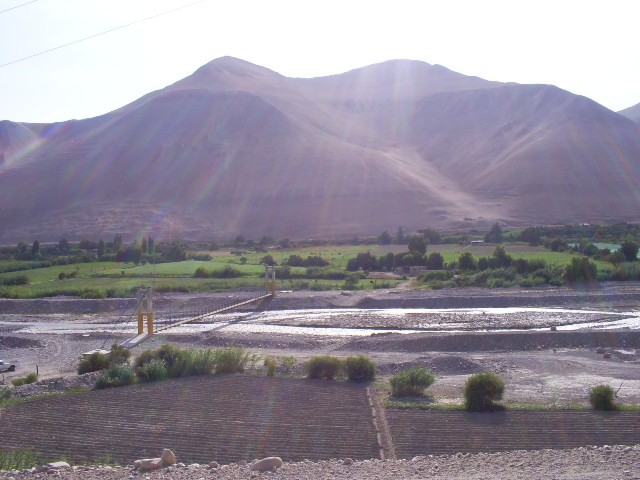
Valle de Moquegua, yunga costera de clima árido subtropical de baja montaña.

Se le llama yunga costera o yunga marítima a la región al occidente de la Cordillera de los Andes, junto a la costa y desde los 500 a 2300 m s. n. m. Tiene clima subtropical árido o semiárido, es decir, desértico o de vegetación rala (xerófila). La yunga occidental desde La Libertad a Tacna están incluidas en la ecorregión de Serranía esteparia según el trabajo de Antonio Brack Egg e incluidas en el Desierto del Pacífico según WWF.
La yunga marítima presenta un relieve accidentado que alterna quebradas angostas y profundas que fueron modeladas por los cursos fluviales. En estas quebradas suelen encontrarse pequeñas áreas de cultivos llamadas terrazas fluviales. Son características de esta zona las estribaciones de los andes, que son montañas de poca altura que se dirigen hacia el mar.
El clima de la región yunga marítima es mucho más soleado que el que corresponde a las costas del Pacífico peruano. Durante el día hay mayor presencia solar y cielo despejado, especialmente en los meses del invierno austral. El aire se hace menos húmedo a medida que se asciende hacia la cordillera de los Andes.
La vegetación de las yungas marítimas es muy reducida en comparación con las yungas fluviales. Destacan los pastos como la verdolaga, la canchalagua, el yuyo y el maicillo. Además de presentar diferentes especies de cactáceas columnares como el curis, el chuná, el pichu. Asimismo se desarrollan también la achupaya, el maguey o ágave, la sábila, el mito, el huanarpo y el lloque.
Principales ciudades
Moquegua (1410 m s. n. m.), Tacna (562 m s. n. m.), distrito de Chosica (861 m s. n. m.), Majes (1410 m s. n. m.). La ciudad de Nazca (520 m s. n. m.) está en el límite con la región de la Costa.

## Yunga fluvial

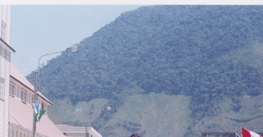
Colinas de Oxapampa. Muestran la densa vegetación de la yunga fluvial.

Es la yunga del lado oriental de los Andes peruanos, entre los 1000 y 2300 m s. n. m. Tiene un clima subtropical húmedo o semiseco muy agradable, con una media de 22 °C (en los valles), soleado pero también lluvioso todo el año, especialmente de noviembre a abril, con una relación 10 veces mayor entre el mes más lluvioso del verano con el mes más seco del invierno.
Corresponde a la cuenca hidrográfica amazónica. La vegetación predominante es el Bosque andino húmedo de gran biodiversidad, salvo en el valle interandino del alto Marañón donde predomina el Bosque seco. Para proteger su biodiversidad se ha declarado zona protegida a áreas como Otishi, Alto Mayo y Pampa Hermosa.
Principales ciudades
Huánuco (1900 m s. n. m.),  Oxapampa (1832 m s. n. m.),  Quillabamba (1052 m s. n. m.),  Sandia (2175 m s. n. m.).

## Yungas

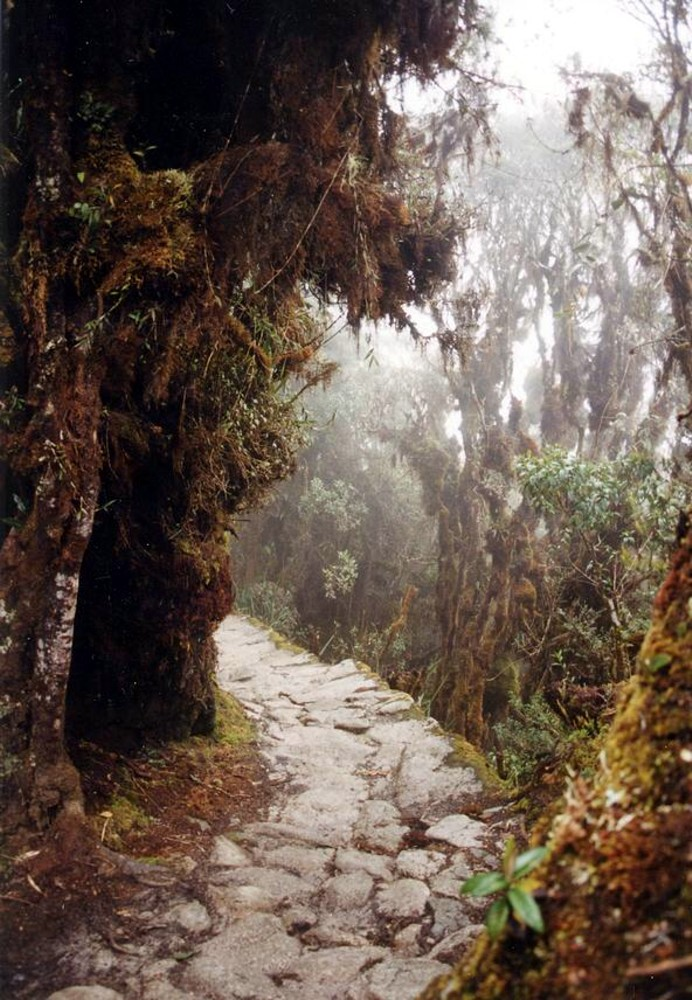
Camino inca a Machu Picchu.

Yungas es el término que define a la o las ecorregiones de selva/bosque andino en el flanco oriental de los Andes centrales, especialmente en el Perú, Bolivia y Argentina.

### Origen etimológico
Si bien yunga significa «valle cálido» en quechua, Yungas en cambio era para los quechuas del Cusco las tierras de la parte oriental de los Andes, especialmente la provincia llamada Anti, de clima muy caliente y húmedo; donde los españoles, extendiendo estos nombres a todas las montañas del mismo tipo, las llamaban yuncas y Andes, corrompido el nombre de Anti; y a los naturales de estas denominaron indios yuncas, a diferencia de los de la Sierra, a quienes
llamarían serranos desde entonces y cuyas tierras consideraban frías y áridas. 
Tal como relata el Padre Bernabé Cobo en su Historia del Nuevo Mundo, considerada una de las mejores historias naturales de Indias que se conservan, dice en sus propias palabras: «...yuncas son las tierras hacia el oriente, son de cerros y sierras muy dobladas, ásperas y fragosas, cubiertas de muy cerradas arboledas y bosques, sino son algunas quebradas y pequeños valles que hacen los ríos, que a trechos son rasos y a trechos montuosos y de cerrados arcabucos...».
Y continúa: «...toda es muy caliente y húmeda y participa desta humedad no sólo por ser el aire húmedo [...] sino porque lo es también notablemente su suelo, por las muchas aguas que participan de arriba y de abajo; porque en unas partes llueve todo el año, en otras más y menos, y donde más cortas son las lluvias duran seis meses [...] no tenían los indios yuncas otros animales mansos y domésticos más que cuíes y pavos».

## Yungas peruanas

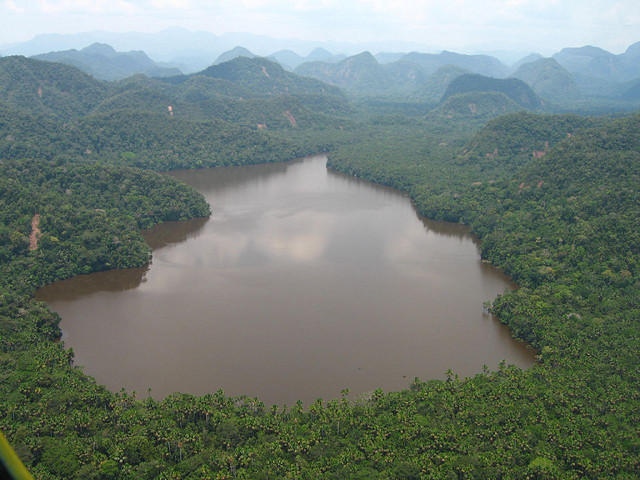
Parque nacional Cordillera Azul.

### Concepto y sinonimia
La región natural de selva de montaña recibe en el Perú varias denominaciones que le da el habla popular tales como selva alta, montaña, ceja de selva, ceja de montaña, monte o yungas. Pero cuando aparece el concepto de «ecorregión» se definió a las Yungas peruanas o los Yungas peruanos como los «bosques montanos de la vertiente oriental de los Andes peruanos», que en promedio está según los autores a una altura entre 800-1000 hasta los 3500-3,600 m s. n. m. La ecorregión ha sido estudiada por numerosos autores, por lo que existen varios conceptos sobre lo que debe considerarse Yungas en el Perú. Uno de los pioneros en su estudio fue Augusto Weberbauer (1945) que llamó a esta región los Montes. Los conceptos pueden resumirse en dos corrientes principales:
1. La versión más conocida es la del ecólogo peruano Antonio Brack Egg (1976-86) que la denominó "Ecorregión o región eco zoo geográfica de Selva Alta o Yunga" postulando que penetra profundamente en el norte del Perú y la define como la ecorregión del flanco oriental de los Andes situada entre la Puna y la Selva amazónica. Anteriormente, definiciones similares llaman a esta región Provincia de las Yungas (Cabrera & Willink 1973) y Provincia Biogeográfica de las Yungas (Udvardy 1975). La ecorregión viene desde la Cordillera del Cóndor e irrumpe a través de ambos flancos del valle del Marañón para continuar a lo largo de los Andes orientales que recorre el país hacia Bolivia. En el norte pasa a las vertientes occidentales de los Andes, como sucede en el caso de las partes altas de las cuencas de los ríos Jequetepeque, Zaña, La Leche, Chira y Piura, donde la humedad y otras características ambientales han determinado la existencia de densos bosques húmedos.
2. Una definición más reciente fue propuesta por Dinerstein (1992) para el WWF, principal organización para la conservación de los ecosistemas y el Banco Mundial, en donde las Yungas de Sudamérica están reconocidas como ecorregiones. Específicamente las Yungas peruanas excluyen en este concepto al extremo norte del Perú, el cual forma parte de los bosques de la Cordillera Real, por lo que la extensión se restringe a los 5° – 14°30′ Latitud Sur, comprendiendo poco más de 15 millones de hectáreas (aprox. 12.5% del territorio nacional). Esta definición concuerda con Gentry (1992), Universidad Agraria de La Molina (2005) y con Young & León (1999) que le llama Bosque montano oriental.

### Relieve
Su relieve es montañoso y complejo, con valles angostos y profundas quebradas de selva impenetrable recorridas 
por infinidad de ríos y torrentes. En sus partes más altas, entre 3000 y 4000 m, se desarrolla una singular formación vegetal, conocida con el nombre de «bosques enanos». Aquí los árboles son achaparrados (raramente superan los 10 metros de altura) y abundan los musgos, orquídeas y ericáceas. Algo más abajo, en zonas generalmente envueltas en niebla y lloviznas, se ubican los bosques de nubes (2000 a 3000 m), con abundantes epifitas (musgos, líquenes, bromelias, tillandsias), helechos de muchas clases y amplios bosques de bambú. Finalmente, en las zonas más bajas (1000 a 2000 m), las colinas que forman la ceja de montaña se pueblan de árboles altos y un denso sotobosque que impide el paso de la luz.

### Clima
El clima es cálido y seco, con variaciones marcadas en función de la altitud. Como regla, es cálido en la parte baja y templado a medida que se acerca a las alturas andinas. Aquí llueve más que en ningún otro lugar del Perú (generalmente por encima de los 1800 m s. n. m.), lo que favorece la formación de numerosos torrentes y cascadas de agua cristalina. En algunas zonas, donde la lluvia es casi una constante a lo largo de los 365 días del año, los niveles de precipitación llegan a los 7000 mm, formando verdaderos «mundos semiacuáticos» en tierra firme. Como en todo, existen también excepciones a la regla respecto de la humedad. Algunos valles encerrados entre montañas altas (Apurímac, Mantaro o Huánuco) cuentan con un clima seco y  de escasas precipitaciones.

### Flora y fauna
La vegetación de las yungas es quizá la más exuberante de los trópicos, con gran cantidad de orquídeas, begonias gigantes y helechos del tamaño de árboles (Cyathea). Cuenta, además, con una gran diversidad, incluyendo especies típicas como el gallito de las rocas, el oso de anteojos o ucumari y el mono choro de cola amarilla; los quetzales, el pato de los torrentes, una gran cantidad de especies diferentes de picaflores y cientos de otras aves.

### Zonas protegidas
- Parque nacional Yanachaga-Chemillén
- Parque nacional Cordillera Azul
- Parque nacional Otishi
- Parque nacional del Río Abiseo
- Parque nacional Tingo María
- Santuario histórico de Machu Picchu
- Bosque de protección Alto Mayo
- Bosque de protección Pui-Pui
- Santuario nacional Pampa Hermosa

### Ecorregiones Yungas del WWF
Para el Fondo Mundial para la Naturaleza (WWF), en el Perú hay 3 ecorregiones que pueden definirse como Yungas y son las siguientes:
- Yungas peruanas: Es la ecorregión con la mayor biodiversidad endémica del Perú. Se extiende por el flanco oriental de los Andes peruanos desde los 400 a los 2300 m s. n. m. y se extiende a lo largo del Perú de sur a norte sin llegar a las zonas de frontera.

- Yungas bolivianos: Una pequeña zona de la provincia de Sandia (Puno) que tiene continuidad con los Yungas de Bolivia.

- Bosques montanos de la Cordillera Real oriental: Se encuentran en el norte del Perú, es la selva alta de Piura, Cajamarca y Amazonas. Tiene continuidad con la Cordillera Oriental del Ecuador y con un pequeño tramo en Colombia.[9]